# Luci Sergi Fidenat (cònsol)
Luci Sergi Fidenat (en llatí: Lucius Sergius C. f. C. n. Fidenas) va ser un magistrat romà del segle v aC. Formava part de la gens Sèrgia, una antiga gens romana d'origen patrici. Segons Titus Livi el cognomen Fidenat el va aconseguir en la batalla que va dirigir contra els revoltats de la ciutat de Fidenes, però no en diu res més.
Va ser elegit cònsol dues vegades i tribú amb potestat consolar tres vegades, però no consta d'ell cap fet rellevant durant els mandats. Va ser cònsol per primera vegada el 437 aC amb Marc Gegani Macerí, per segona el 429 aC amb Host Lucreci Triciptí, i tribú amb potestat consular el 433 aC, 424 aC i 418 aC.